# Clifton Reynes
Clifton Reynes est une paroisse civile et un village du Buckinghamshire, en Angleterre.